# Alessandra Mastronardi

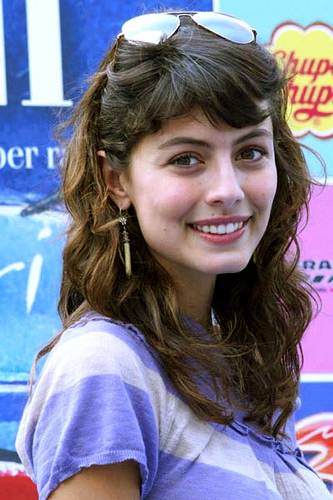
Alessandra Mastronardi (2008)

Alessandra Carina Mastronardi (ur. 18 lutego 1986 w Neapolu) – włoska aktorka, która wystąpiła m.in. w filmie Zakochani w Rzymie i serialu Specjalista od niczego.

## Filmografia
- 2004: Cose che si dicono al buio jako Fiammetta
- 2005: Weterynarz (film TV)
- 2006: Cesaroni jako Eva
- 2007: Prova a volare jako Gloria
- 2008: Romanzo criminale - La serie jako Roberta
- 2009: Podążaj za marzeniami jako Stella
- 2010: Pius XII pod rzymskim niebem jako Miriam
- 2011: Atelier Fontana - Le sorelle della moda jako Micol Fontana
- 2012: Chartreuse de Parme jako Clelia Conti
- 2012: Titanic: Blood and Steel jako Sofia Silvestri
- 2012: Zakochani w Rzymie[1] jako Milly
- 2013: Eurotrapped (AmeriQua) jako Valentina
- 2014: Amici come noi jako Rosa
- 2014: Romeo and Juliet jako Juliet
- 2015: Life[1] jako Pier Angeli
- 2017: Lato we Florencji jako Stefania
- 2017: Tytanowa biel jako Sylvia
- 2017: Specjalista od niczego jako Francesca (serial TV)
- 2018: Ötzi e il mistero del tempo jako Gelica
- 2018-19: Medyceusze: Władcy Florencji jako Lucrezia Donati
- 2019: L'agenzia dei bugiardi jako Clio
- 2020: About us jako Annie
- 2022: Nieznośny ciężar wielkiego talentu jako Gabriela